# Crocidura manengubae
Crocidura manengubae es una especie de musaraña de la familia de los soricidae.

## Distribución geográfica
Es endémica de Camerún.